# Faleză Sud (cartier în Constanța)
Faleză Sud este un cartier în Constanța. Aici se află Poarta 6 de intrare în portul Constanța.

## Legături externe
- Cartierul Faleză Sud

 Acest articol despre o localitate din județul Constanța este deocamdată un ciot. Puteți ajuta Wikipedia prin completarea lui.